# Tobias C. Bringmann
Tobias C. Bringmann (* 18. Oktober 1970 in Lindau (Bodensee)) ist ein deutscher Historiker und Verbandsfunktionär.

## Leben
Tobias Bringmann war zunächst als Nachrichtensprecher, Moderator und Auslandskorrespondent tätig für Radio Lindau, Radio Belcanto (München) und Klassik Radio. Er studierte in Marburg und Freiburg im Breisgau Geschichte, Kunstgeschichte und Rechtswissenschaft. Für seine 1996 erschienene Dissertation (betreut durch Hans Fenske) an der Albert-Ludwigs-Universität Freiburg forschte er u. a. am Geheimen Staatsarchiv Preußischer Kulturbesitz zum staatsrechtshistorischen Thema Die Duellfrage als innenpolitischer Konflikt des deutschen Kaiserreiches 1871–1918. Seine Recherche in teils bis dahin unentdeckten Briefen, Tagebüchern und den Protokollen des Reichstags führte ihn zu der Erkenntnis, dass die Debatten um die Legalität von Duellen den Reichstag in seiner gesellschaftlichen Wahrnehmung vor dem Ersten Weltkrieg aufwerteten. Nach einem Studium der Unterlagen im Geheimen Staatsarchiv Preußischer Kulturbesitz zum Thema Kotze-Affäre schreibt er die Autorenschaft von Briefen, mit welchen Leberecht von Kotze skandalisiert wurde, Charlotte von Preußen (1860–1919) zu.
Von 1999 bis 2009 war er Pressesprecher der CDU Baden-Württemberg. Seit 1. Februar 2009 ist er Geschäftsführer des Verbandes kommunaler Unternehmen e. V. (VKU), Landesgruppe Baden-Württemberg. Ehrenamtlich gehörte er 2018–2019 zum engsten Kreis von Union der Mitte, das gegen rechtsgerichtete Umtriebe innerhalb der CDU ein „digitales Impuls-Netzwerk von liberalen Christdemokraten“ bildete.
Als Reaktion auf die Wahl von Friedrich Merz zum Parteivorsitzenden der CDU erklärte Bringmann seinen Parteiaustritt.

## Schriften
- Das Duell Vering-Salomon. In: Einst und Jetzt. Jahrbuch des Vereins für corpsstudentische Geschichtsforschung, Bd. 40 (1995), S. 83–126.
- Reichstag und Zweikampf. Die Duellfrage als innenpolitischer Konflikt des deutschen Kaiserreichs 1871–1918. HochschulVerlag, Freiburg im Breisgau 1997.[3]
- Handbuch der Diplomatie 1815–1963. Auswärtige Missionschefs in Deutschland und deutsche Missionschefs im Ausland von Metternich bis Adenauer. Saur, München 2001, ISBN 978-3-598-11431-1.